# Huang Hsien-Yung
Huang Hsien-Yung es una deportista taiwanesa que compitió en taekwondo. Ganó una medalla de oro en los Juegos Asiáticos de 2010 en la categoría de –46 kg.

## Palmarés internacional
| Representando a China Taipéi |                |                |           |
| Juegos Asiáticos             |                |                |           |
| Año                          | Lugar          | Medalla        | Categoría |
| 2010                         | Cantón (China) | Medalla de oro | –46 kg    |